# 约翰·尼高斯沃尔

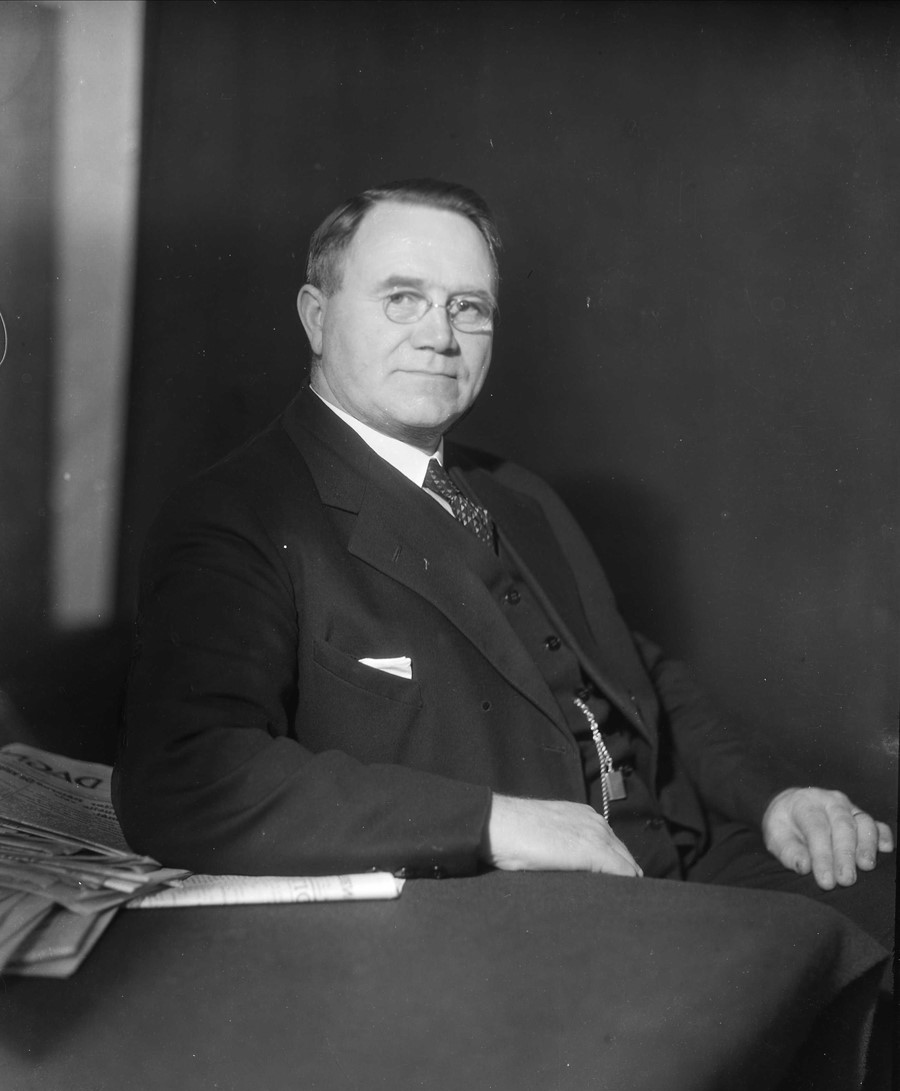
约翰·尼高斯沃尔

约翰·尼高斯沃尔（挪威語：Johan Nygaardsvold，挪威語發音：[ˈnỳːɡoːʂvɔɫ]；1879年9月6日—1952年3月13日），挪威工党政治家。从1935年到1945年（从1940年到1945年在伦敦流亡）担任挪威首相。
尼高斯沃尔生于霍默尔维克，南特伦德拉格郡的自治市主要行政中心。父亲是佃农，也是地区第一个工会的创建人之一。尼高斯沃尔12岁的第一个工作是锯木厂工作者。1902年他移居加拿大，改名为。他在不列颠哥伦比亚省、蒙大拿州卡利斯比市以及华盛顿州斯波肯市工作，1907年返回到挪威。1910年他当选工党教育委员会成员，并在地方政治迅速上升。1916年他第一次被选为挪威议会议员，连续到1949年。从1920年到1922年他担任他的家乡自治市市长。
1935年他请求组成政府。1940年4月9日纳粹德国入侵挪威时，他担任流亡首相，政府出逃到伦敦。1945年5月31日政府返回到挪威，6月25日他辞职。1949年他退休，1952年死于癌症。
| 前任： 约翰·路德维格·莫温克尔 | 挪威首相 1935年－1945年 | 繼任： 埃纳尔·基哈德森 |